# Ford Motor New Zealand
 (juin 2022).
La mise en forme du texte ne suit pas les recommandations de Wikipédia : il faut le « wikifier ».
Les points d'amélioration suivants sont les cas les plus fréquents. Le détail des points à revoir est peut-être précisé sur la page de discussion.
- Les titres sont pré-formatés par le logiciel. Ils ne sont ni en capitales, ni en gras.
- Le texte ne doit pas être écrit en capitales (les noms de famille non plus), ni en gras, ni en italique, ni en « petit »…
- Le gras n'est utilisé que pour surligner le titre de l'article dans l'introduction, une seule fois.
- L'italique est rarement utilisé : mots en langue étrangère, titres d'œuvres, noms de bateaux, etc.
- Les citations ne sont pas en italique mais en corps de texte normal. Elles sont entourées par des guillemets français : « et ».
- Les listes à puces sont à éviter, des paragraphes rédigés étant largement préférés. Les tableaux sont à réserver à la présentation de données structurées (résultats, etc.).
- Les appels de note de bas de page (petits chiffres en exposant, introduits par l'outil «  Source ») sont à placer entre la fin de phrase et le point final[comme ça].
- Les liens internes (vers d'autres articles de Wikipédia) sont à choisir avec parcimonie. Créez des liens vers des articles approfondissant le sujet. Les termes génériques sans rapport avec le sujet sont à éviter, ainsi que les répétitions de liens vers un même terme.
- Les liens externes sont à placer uniquement dans une section « Liens externes », à la fin de l'article. Ces liens sont à choisir avec parcimonie suivant les règles définies. Si un lien sert de source à l'article, son insertion dans le texte est à faire par les notes de bas de page.
- La présentation des références doit suivre les conventions bibliographiques. Il est recommandé d'utiliser les modèles {{Ouvrage}}, {{Chapitre}}, {{Article}}, {{Lien web}} et/ou {{Bibliographie}}. Le mode d'édition visuel peut mettre en forme automatiquement les références.
- Insérer une infobox (cadre d'informations à droite) n'est pas obligatoire pour parachever la mise en page.

Pour une aide détaillée, merci de consulter Aide:Wikification.
Si vous pensez que ces points ont été résolus, vous pouvez retirer ce bandeau et améliorer la mise en forme d'un autre article.
Ford Motor Company of New Zealand Ltd est la filiale néo-zélandaise du groupe automobile américain Ford Motor Company USA. L'assemblage et la distribution des véhicules Ford en Nouvelle-Zélande a commencé en 1936, à la suite du développement des ventes de modèles assemblés localement auparavant par The Colonial Motor Company - CMC. 
Ford New-Zealand était basé à Seaview, Wellington. Une seconde usine d'assemblage a été ouverte à Wiri, Auckland, en 1973. Le siège social a été transféré à Auckland avant la fermeture de Seaview en 1988. La production de véhicules à Wiri a pris fin en 1997. Depuis, tous les produits Ford vendus en Nouvelle-Zélande sont importés.

## Histoire
La filiale Ford Motor Company Canada avait été créée en 1904, pour produire et vendre les modèles automobiles Ford dans les territoires qui composaient l'Empire britannique dont la Nouvelle-Zélande fait partie. C'était le moyen d'éviter d'être assujetti aux droits de douane élevés qui frappaient les produits fabriqués importés dans les États de l'empire. Ford Canada a créé des agences dans plusieurs États. Au début des années 1920, les activités de Ford dans le monde sont devenues trop importantes et la direction de Ford USA a décidé que laisser l'assemblage et la distribution de ses produits à des tiers pouvait poser un risque au niveau de la qualité. Ford Canada a commencé par reprendre la main en Afrique du Sud où une usine d'assemblage a été construite à Port Elizabeth. Puis ce fut le tour de l'Australie où un atelier d'assemblage a été construit à Geelong, Victoria et mis en service en 1925. Mais, même si Ford était parfaitement satisfait de la performance de l'assembleur CMC sur le territoire néo-zélandais, en 1936, Ford Canada décida de construire une usine en Nouvelle-Zélande. C'était le dernier des territoires d'outre-mer à être repris. La relation de Ford avec CMC s'est poursuivie alors que son réseau de vente continuait à développer les points de vente Ford. Le réseau CMC regroupant les concessionnaires Ford est l'un des plus anciens au monde. 
Choisir Wellington comme emplacement pour son usine d'assemblage était logique. Wellington est la capitale, le centre du gouvernement et la base de la plupart des sociétés nationales et internationales. Le port, indispensable, était bien équipé desservi par de bonnes liaisons ferroviaires et routières vers toutes les régions du pays. Une nouvelle zone industrielle était en projet dans la vallée de Hutt ce qui laissait présager un espace abondant pour une future expansion. 
Le bâtiment construit par Ford était d'une importance exceptionnelle en Nouvelle-Zélande. La conception de «l'usine à lumière du jour» avait évolué au cours des 20 dernières années et utilisait largement le verre pour la lumière naturelle et la ventilation. Les usines de Ford étaient construites sur un seul niveau, de manière à utiliser les méthodes très efficaces de la chaîne de montage mobile de Ford.
La production a commencé en octobre 1936, avant que le bâtiment ne soit achevé. Les premières voitures construites étaient le modèle 68 V8 de 1936, qui est arrivé CKD, dans des caisses en bois expédiées par Ford Canada. Ceux-ci ont été rejoints peu de temps après par le modèle C 10 HP et le modèle Y 8 HP d'origine britannique. Alors que les modèles de l'année suivante sortaient en Amérique en septembre de chaque année, il y avait toujours un décalage avant qu'ils n'arrivent sur les routes à l'étranger. Par exemple, ce n'est qu'en juillet 1937 que le modèle 78 V8 de 1937 est sorti en Nouvelle-Zélande. En septembre 1937, le modèle britannique C a été remplacé par la Ford Ten 7W, dont une version révisée était connue sous le nom de E93A, sortie en Nouvelle-Zélande en mars 1939.
Au début de la guerre, la production s'est tournée uniquement vers le matériel militaire et, pendant la Seconde Guerre mondiale, Ford New Zealand a produit 10.423 véhicules, dont des Bren Gun Carrier, ainsi que 5,7 millions de grenades à main et 1,2 million d'obus de mortier. La production de voitures civiles a repris en 1946, qui était également l'année où l'assemblage du tracteur Fordson a commencé en Nouvelle-Zélande. En 1965, un dépôt de pièces détachées a ouvert à Auckland, entraînant le transfert des opérations de Wellington à Auckland et en 1972, une usine de fabrication de transmissions et de châssis à Wiri, Manukau City. L'usine d'assemblage d'Auckland a été achevée en 1972 et a commencé à construire des Falcon l'année suivante. En 1987, la plupart des opérations ont été déplacées de Seaview à Wiri, Auckland et l'usine de Seaview a été fermée en 1988 après 52 ans d'activité. Ford New-Zealand a subi une restructuration majeure en 1987-1988, y compris la relocalisation de toutes les opérations à Wiri
Les produits assemblés par Ford New Zealand du début des années 1950 jusqu'aux années 1980 (à l'exception de la gamme Falcon/Fairmont et des modèles américains à faible volume jusqu'aux années 1960) étaient principalement d'origine britannique. Des générations de Néo-Zélandais ont grandi avec les Ford Anglia, Escort, Cortina, Zephyr et Zodiac, tout comme la génération précédente a grandi avec les Ford T, A et Ford V8 d'origine canadienne et assemblés localement. Les Falcon australiennes étaient très populaires, juste après les Holden, durant les années 1960 à 1980.
Comme d'autres pays de la région Asie-Pacifique, Ford New Zealand a commercialisé les Laser et Telstar basées sur  des modèles Mazda, qui ont remplacé les Escort et Cortina britanniques au début des années 1980. Contrairement à l'Australie, cependant, la Sierra a été assemblée et vendue localement en Nouvelle-Zélande du milieu des années 1980 au début des années 1990, dans la version station-wagon.
Une version familiale de la Telstar a aussi été proposée en Nouvelle-Zélande, basée sur la plate-forme Mazda GV. En fait, la Nouvelle-Zélande fut le seul pays, en dehors du Japon, où ce style de carrosserie était disponible. Elle a été commercialisée avec une version berline appelée Telstar Orion, jusqu'en 1997.
Ce partage de modèles entre Ford et Mazda a conduit à la création d'une coentreprise appelée Vehicle Assemblers of New Zealand - VANZ, dans laquelle Ford New Zealand détenait une participation de 74 % Cela faisait suite à la fermeture de l'usine d'assemblage Mazda d'Otahuhu en 1987. Les Mazda 323 et 626 ont été assemblées aux côtés des Ford Laser et Telstar presque identiques jusque dans les années 1990. Cela contraste avec l'Australie, où les Mazda n'étaient pas assemblées localement. Ford Australie est passé à l'importation de ces modèles directement du Japon après la fermeture de son usine de Homebush West, Sydney.
Cependant, les réformes du marché automobile en Nouvelle-Zélande, à la fin des années 1980, ont entraîné la baisse des tarifs d'importation et un afflux d' importations de voitures d'occasion en provenance du Japon. Beaucoup d'entre elles étaient des Mazda Capella (nom de la 626 au Japon), ainsi que des Ford Telstar et Mondeo. De plus, les Ford de fabrication australienne comme la Falcon et sa rivale de GM, la Holden Commodore, pouvaient désormais être importées en Nouvelle-Zélande en franchise de droits.
La disparition de l'assemblage automobile local semblant inévitable, VANZ a annoncé l'arrêt de ses activités en 1997. L'usine de jantes en alliage a été vendue en 2001. Ford Australie a mis fin à l'assemblage local en octobre 2016.

## Modèles

### Automobiles en vente en novembre 2019
- Ford Fiesta
- Ford Focus
- Ford Kuga
- Ford Mondeo
- Ford Mustang

### Anciens modèles automobiles
| - Ford T Canada - Ford A Canada - Ford V8 Canada Jusqu'en 1954 - Ford Model Y Gde Bretagne - Ford Eight Gde Bretagne - Ford Anglia Gde Bretagne - Ford Prefect Gde Bretagne | - Ford Popular - Ford Territory (en) (Australie) - Ford Customline (Canada) - Ford Mustang (USA) | - Ford Popular Gde Bretagne - Ford V8 Gde Bretagne - Ford Zephyr Gde Bretagne - Ford Consul Gde Bretagne - Ford Falcon - Ford Cortina Gde Bretagne - Ford Escort Gde Bretagne - Ford Sierra Gde Bretagne |

### Véhicules utilitaires en vente en novembre 2019
- Ford Ranger
- Ford Transit Custom
- Ford Transit Cargo
- Ford Tourneo Custom

### Anciens véhicules utilitaires
- Fordson Camions - Gde Bretagne
- Fordson Fourgonnettes et camions légers - Gde Bretagne
- Thames Trader - Gde Bretagne
- Ford Falcon - Australie
- Ford D series